# Odozana reducta
Odozana reducta är en fjärilsart som beskrevs av Max Wilhelm Karl Draudt 1918. Odozana reducta ingår i släktet Odozana och familjen björnspinnare. Inga underarter finns listade i Catalogue of Life.